# مسجد الجمعة (موريشيوس)
مسجد الجمعة، هو مسجد تاريخي يقع في مدينة بورت لويس عاصمة دولة موريشيوس في إفريقيا.

## التاريخ
عرف سابقاً مسجد العرب، يعود تاريخ بناء المسجد منذ قدوم التجار المسلمين إلى جزيرة موريشيوس في خمسينيات القرن التاسع عشر، جمع بناء المسجد بين طراز الهندسة المعمارية الهندية والإسلامية.